# Thomas Aufield
Thomas Aufield (Thomas Alfield) né en 1552 dans le Gloucestershire et mort martyr à Tyburn sous le règne d'Élisabeth Ire le 6 Juillet 1585 est un prêtre catholique anglais.

## Biographie
Né dans une famille passé à l'Anglicanisme il étudie au Collège d'Eton et au King's College de Cambridge. Promis à une belle carrière il surprend en choisissant de se convertir au catholicisme et de partir sur le continent avec le projet de devenir prêtre. En 1576 il est inscrit au collège anglais de Douai. Sa vraie identité étant découverte il semble prendre peur et renonce à son projet. Il rentre en Angleterre. Regretant son choix il retourne en 1580 en France et termine ses études de théologie au collège anglais de Reims avant d'être ordonné à Châlons-sur-Marne le 4 mars 1581.
De retour en Angleterre il exerce son ministère dans le nord du pays. Arrêté l 2 mai 1582 il est emprisonné à la Tour de Londres, où il finit apostasier et retourner à  l'Anglicanisme. Libéré sous caution, il retourne vivre à Gloucester. L'année suivante on le retrouve à nouveau à Reims. Une fois de plus il semble avoir regretter son choix et s'est alors enfui d'Angleterre. Pardonné il reprend son activité de prêtre catholique tout en se melant d'affaires du monde. Il sert d'intermédiaire entre le Corsaire anglais John Davis qui souhaite rencontrer le cardinal William Allen. Davis voulait changer d'allégeance et se mettre au service du Roi d'Espagne et du Pape dans leurs campagnes contre les Turcs. Le projet échouea.
De retour en Angleterre il est arrêté pour propagande catholique. A nouveau emprisonné dans la Tour de Londres il y est torturé. Inculpé en vertu de l'article 4 de la loi sur la religion de 1580, article qui interdit toute publication de livre contre le souverain il est transféré à la prison de Newgate. Il y est jugé, condamné à mort et finalement pendu à Tyburn. Thomas Webley son assistant subit le même sort.

## Vénération
Reconnu comme un martyr catholique, il est béatifié en 15 décembre 1929 par le pape Pie XI. Vénéré par l'Église catholique il est fêté le 6 Juillet et est compté dans la liste des Cent sept martyrs d'Angleterre et du pays de Galles.

## Voir également
- Haute trahison
- Martyrs de Douai
- Martyrologe romain
- Martyrs d'Angleterre et du pays de Galles
- Quatre-vingt-cinq martyrs d'Angleterre et de Galles
- Quarante martyrs d'Angleterre et de Galles
- Cinquante-quatre martyrs anglais